# Last Horizon
Last Horizon è un singolo del cantante britannico Brian May, pubblicato nel 1993 come quinto e ultimo estratto dal primo album in studio Back to the Light. Il brano è ispirato da Europa (Earth's Cry Heaven's Smile), canzone del 1976 di Carlos Santana.

## Descrizione
La canzone è un assolo di chitarra lento, toccante e dal tono triste. Il singolo fu pubblicato il 6 dicembre 1993, come ultimo estratto da Back to the Light e rimase nelle classifiche del Regno Unito per due settimane, raggiungendo il numero 51. I lati B del singolo includevano brani dal vivo che furono successivamente pubblicati nell'album Live at the Brixton Academy.
Da allora May suona il brano in tutti i suoi concerti (inclusi i tour dei Queen + Paul Rodgers e dei Queen + Adam Lambert). La canzone è stata inclusa negli album dal vivo Return of the Champions e Live in Ukraine. 

## Tracce
7", MC
1. Last Horizon (versione album) – 4:10
2. '39/Let Your Heart Rule Your Head (versione live) – 4:22

CD singolo
1. Last Horizon (Radio edit) – 3:06
2. Last Horizon (versione live) – 3:14
3. We Will Rock You (versione live) – 4:46 – originariamente interpretata dai Queen
4. Last Horizon (versione album) – 4:10

## Formazione
- Justin Shirley-Smith – co-produttore, ingegnere
- Richard Gray – progettazione
- Brian May – produttore, copertina, concept